# Corpse Bride
 Corpse Bride (conocida como  El cadáver de la novia en Hispanoamérica y La novia cadáver en España) es una película de género fantástico gótico estrenada el 23 de septiembre del 2005 en Estados Unidos basada en un cuento popular ruso-judío del siglo XIX y ambientada en un pueblo ficticio de la época victoriana. Fue dirigida por Tim Burton y Mike Johnson y filmada en los 3 Mills Studios utilizando la técnica stop motion. Johnny Depp da voz al personaje principal de Víctor Van Dort, siendo esta la primera vez que hace de actor de voz, junto a Helena Bonham Carter que da voz a Emily, la novia cadáver.
La película muestra el estilo y los temas clásicos de Tim Burton, la compleja interacción entre la luz y la oscuridad y el estar atrapado entre dos mundos irreconciliables. La vida es retratada como un lugar aburrido de tonos grisáceos, al contrario de la colorista y divertida muerte. La película puede ser fácilmente comparada con sus predecesoras The Nightmare Before Christmas y Beetlejuice, especialmente en las escenas que describen el submundo y sus habitantes. El estudio enfatizó estas comparaciones acompañando los anuncios comerciales de la película con canciones de The Nightmare Before Christmas. Esta película fue dedicada a Joe Ranft, fallecido en un accidente automovilístico.

## Argumento
La historia se sitúa en la Tierra de los Vivos, en una fría y triste ciudad de la época victoriana. Cuenta la historia de un muchacho virtuoso e inteligente llamado Victor Van Dort, hijo de los pescaderos Nell y William Van Dort, quienes debido al esfuerzo y la dedicación constante a su humilde negocio en la ciudad, consiguen lograr un éxito tan grande, que se han convertido de un momento a otro en una familia de nuevos ricos. El muchacho está a punto de casarse con una bella y distinguida joven llamada Victoria Everglot, hija de los aristócratas en la quiebra Maudeline y Finis Everglot. Aunque es una boda orquestada por los padres, ambos quedan prendados el uno del otro casi al instante. Victor es aconsejado por sus padres que debe mantener la compostura y demostrar la cortesía elegante para llevar a la familia Van Dort a un buen nivel social; mientras que Victoria se siente convencida de que podría encontrar el verdadero amor en esta boda particular, algo que la familia Everglot no considera importante en un matrimonio. Así, una vez en la mansión, los Van Dort presentan a su hijo ante la presencia de los Everglot, a los cuales no les agrada ni un poco; sin embargo, por el anhelo de salvarse de la quiebra, aceptan en buenos términos que Victor podría ser el indicado para cumplir con sus planes. De pronto, al ver el piano de la mansión, el muchacho Van Dort no duda en demostrar su increíble talento musical, tocando una pieza melodiosa y emocionante, la cual es oída por Victoria. En ese instante, la joven Everglot conoce personalmente a su prometido y surge de improviso el enamoramiento inicial entre ambos. El momento es interrumpido por los padres de la joven, quienes recuerdan que deben ensayar para que la boda salga perfectamente bien. Durante el ensayo, mientras estaba practicando sus votos, Victor sufre una crisis de nervios y sin querer pierde el anillo, el cual rueda hacia el lado en que se encuentran los testigos de parte de Victoria; al intentar recuperarlo, termina botando, accidentalmente, una vela al suelo, y a raíz de eso, le prende fuego al vestido de la madre de su prometida. Tras arruinar el ensayo de la boda, el muchacho es reprendido por el pastor Galswells, el cual le prohíbe volver hasta que haya aprendido bien sus votos matrimoniales.
Victor recorre el puente practicando sus votos sin éxito. Cuando reúne el valor necesario, recita sus votos correctamente y coloca su anillo de la eterna alianza en una raíz del suelo que se asemejaba a una mano. De repente, la «raíz», que en realidad es una mano, lo agarra firmemente del brazo. Del suelo, emerge el cadáver de una hermosa mujer envuelta en un vestido de novia. Esta novia cadáver declara que el muchacho es su marido y este, tras recibir el tradicional beso, se desmaya.
Victor despierta en un lugar muy extraño y lúgubre -paradójicamente resulta ser un lugar más animado y colorido que la Tierra de los Vivos - rodeado de cadáveres de personas que habían muerto, de todas las épocas y edades, entre ellos el cadáver de la novia, con quien se había casado accidentalmente. Confuso y atemorizado, el muchacho exige que alguien le explique dónde está y qué significa el hecho de que esté casado con una muerta, sabiendo que aún sigue vivo. Los cadáveres le explican que se encuentra en la Tierra de los Muertos, con ello, cuentan una historia de amor y decepción, la cual se expresan las razones de tan «extraño» matrimonio; el cadáver de la novia se presenta como Emily, una joven que fue seducida por un hombre elegante que no era del agrado de la familia, razón por la cual planearon casarse en secreto y escapar juntos; pero en el intento de ejecutar el plan, ella fue brutalmente asesinada por su amante, quién resultó ser un mentiroso de doble cara que solo quería la fortuna familiar. Victor sale del pueblo completamente aterrado e intenta escapar de tan lúgubre lugar, pero Emily le alcanza y, para tranquilizarlo, le entrega como regalo de bodas el vivo esqueleto de su antigua mascota, un perro llamado Scraps.
Deseando volver con Victoria, Victor convence a Emily para volver a la Tierra de los Vivos con el pretexto de presentarle a sus padres como esposa. Con la ayuda de Elder Gutknecht y mediante un hechizo ucraniano (el cual solo se revierte pronunciando la palabra «infernáculo»), consiguen regresar al bosque. Deja a Emily en el bosque y corre en busca de su joven amada. Al encontrarse con ella, este le cuenta que, accidentalmente, contrajo matrimonio con una muerta. Motivada por un gusano que vive dentro de ella, Emily decide seguir los pasos de Victor, que lo encuentra con Victoria. Emily pronuncia la palabra «infernáculo» y estos vuelven a la Tierra de los Muertos. 
Tras una discusión, Victor le dice a Emily que jamás se casaría con ningún cadáver de ninguna manera por ser inválido y antinatural y que ella nunca sabría distinguir a un esposo que aún está vivo, por lo que se va caminando y llorando. Emily se siente demasiado dolida, pero empieza a darse cuenta de que quizá su unión con un mortal como Victor no sea algo acertado. Mientras, en la Tierra de los Vivos, Victoria trata de convencer a sus padres y al pastor Galswells del peligro en el que se encuentra su muchacho querido, casado con una muerta. Pero en vez de creer en la historia, los Everglot encierran a su hija rencorosamente en su habitación y sin prestarle ninguna importancia a la desaparición de Victor, deciden casarla con Lord Barkis Bittern, un invitado elegante de la familia con apariencia de multimillonario.
En la Tierra de los Muertos, Victor decide disculparse con Emily, quien se siente nuevamente animada con las palabras de su «esposo». De repente se escucha un anuncio y llega un nuevo cadáver; se trata de Mayhew, el cochero de los Van Dort, quien informa al muchacho del casamiento de Victoria con Lord Barkis. Victor se siente atónito ante tal noticia y se dispone a hablar con Elder, pero este ya se encuentra con Emily, la cual descubre que su casamiento con el muchacho es antinatural, y por lo tanto es inválido, tal como lo había oído en aquella discusión. A pesar de las protestas del cadáver de la novia, Elder le revela que Victor ha dicho la verdad, ya que los votos solo funcionan «hasta que la muerte los separe»; él también escuchó la conversación y vio sufrir mucho a su «esposa», pues la muerte ya los ha separado. Esto significa que ambos tendrían que recitar de nuevo los votos en la Tierra de los Vivos, mientras que el mortal tendría que ingerir un potente veneno llamado «Vino del Tiempo», el cual detiene el corazón lentamente hasta la muerte. Comprendiendo sobre la distinción entre cadáveres y mortales, Emily se niega a aceptar la proposición de Elder, porque ella no cree que Victor quiera hacer un sacrificio tan grande como ese, pero para su sorpresa, el muchacho Van Dort, tomando en cuenta que ya no podría volver nunca más con su familia al escoger su camino, así como tampoco viviría nuevamente con los demás mortales y sabiendo que su amada Victoria supuestamente ha continuado ya su propia vida sin él, se arma de valor y decide hacerlo.
A la vez que Victoria se casa, los habitantes de la Tierra de los Muertos se preparan para el casamiento de Victor con Emily, y ascienden a la Tierra de los Vivos provocando el caos y el pánico en la ciudad. Es entonces cuando los muertos se reencuentran con quienes eran sus seres queridos en vida, formándose un aura llena de calma, de felicidad y de recuerdos. Mientras tanto, el recién casado Lord Barkis intenta proponerle a Victoria tomar el dinero y fugarse juntos, pero el noble «multimillonario» descubre que la familia está en la quiebra, lo cual resulta un oscuro inconveniente para él, ya que muestra su verdadera cara la cual resulta ser de un verdadero estafador; solo quería de su esposa el dinero y las joyas, para después matarla. Sin ninguna duda, la joven Everglot, con mucha determinación y llena de odio, le deja bien en claro a Lord Barkis que la decepción por no lograr lo que uno quiere es lo único que tienen ambos en común, y se marcha decidida a buscar a su verdadero amor.
Cuando Victoria sale de su casa, ve que los muertos se dirigen con el resto de habitantes de la ciudad a la iglesia y decide seguirlos. Cadáveres y mortales hacen caso omiso a las imponenetes amenazas del pastor Galswells y consiguen entrar. Las campanas empiezan a sonar alegremente y se celebra la boda. Victoria entra en la iglesia, intentando averiguar lo que ocurre y no puede creer que su querido Victor esté a punto de casarse «apropiadamente» con Emily. A la mitad de la ceremonia, el cadáver de la novia tiene un extraño presentimiento, por lo cual descubre a la joven y se percata de que para obtener su propia felicidad debe pagar un alto precio al sacrificar la de alguien más. Ante esta cruel y terrible realidad, Emily decide acabar con la ceremonia y entregarle a Victoria el amor de Victor. El acto es interrumpido por la aparición de Lord Barkis, quien les recuerda que la joven sigue siendo «su» esposa, agarrándola y reteniéndola con una espada. Es entonces cuando Emily finalmente descubre que el esposo de Victoria resulta ser el mismo hombre elegante de quien se enamoró, pero que también es el mismo mentiroso de doble cara que la utilizó y luego la asesinó hace un tiempo atrás. Lord Barkis y Victor luchan entre sí (este último usando un tenedor de cocina) pero el muchacho es desarmado. Cuando el noble estafador va a atravesar el arma con el fin de matarlo, Emily interviene recibiendo el golpe, aunque no sufre ningún daño (debido a que ella está muerta). Ahora ella, con la espada en mano le exige a Lord Barkis que abandone la iglesia, aunque éste, antes de irse, toma la copa de veneno creyendo que es vino y recita un brindis demasiado desagradable sobre Emily, causando malestar y enfado en los muertos invitados a la boda. Al bebérselo y tirar la copa con un porte arrogante, Lord Barkis se dispone a marcharse para seguir con sus andanzas, pero de pronto siente que ya le llegó el turno de morir, y así los muertos aprovechan la oportunidad para abalanzarse sobre él y vengarse por lo que le hizo a la pobre e inocente de Emily, debido a que una traición de esas dimensiones merece ser juzgada mediante el peor de los castigos. 
Con la iglesia semivacía, Emily entrega el anillo a Victor y le pide que sea feliz al lado de Victoria, quien recibe su ramo de flores azul. Luego, abandona la iglesia y se descompone en miles de mariposas que desaparecen en la noche volando hasta el cielo, dando el mensaje de que finalmente es libre, porque pudo detectar a otra joven creyente del amor, salvándola de las desgracias provocadas por un estafador de doble cara, y porque, además, pudo amar una vez más a otro muchacho, incluso aunque este amor no fuese correspondido.

## Reparto
| Personaje               | Actor original               | Actor de doblaje (Hispanoamérica) | Actor de doblaje (España) |
| ----------------------- | ---------------------------- | --------------------------------- | ------------------------- |
| Víctor Van Dort         | Johnny Depp (1963-)          | Roberto Mendiola (1960-)          | Roger Pera                |
| Emily                   | Helena Bonham Carter (1966-) | Cynthia Alfonzo (1964-)           | Mar Roca                  |
| Emily                   | Helena Bonham Carter (1966-) | Ofelia Guzmán (voz cantada)       | Mar Roca                  |
| Victoria Everglot       | Emily Watson (1967-)         | Maggie Vera (1967-)               | Graciela Molina           |
| Lord Barkis Bittern     | Richard E. Grant (1957-)     | José Luis Orozco (1958-)          | Óscar Barberán            |
| Pastor Galswells        | Christopher Lee (1922-2015)  | Rubén Moya (1960-2023)            | Josep María Ullod         |
| Anciano Elder Gutknecht | Michael Gough (1916-2011)    | Francisco Colmenero (1932-)       | Santiago Cortés           |
| Maudeline Everglot      | Joanna Lumley (1946-)        | Rosanelda Aguirre (1937-2016)     | Aurora García             |
| Sr. Finis Everglot      | Albert Finney (1936-2019)    | Armando Réndiz (1937-)            | Jordi Vila                |
| Sr. Finis Everglot      | Albert Finney (1936-2019)    | ¿? (voz cantada)                  | Jordi Vila                |
| Nell Van Dort           | Tracey Ullman (1959-)        | Anabel Méndez (1959-)             | Concha García Valero      |
| William Van Dort        | Paul Whitehouse (1958-)      | Ismael Castro (1952-)             | Javier Viñas              |
| Mayhew                  | Paul Whitehouse (1958-)      | César Izaguirre (1950-2015)       | Enric Isasi-Isasmendi     |
| Paul el camarero        | Paul Whitehouse (1958-)      | Luis Alfonso Mendoza (1964-2020)  | Aleix Estadella           |
| General Bonesapart      | Deep Roy (1949-)             | Ernesto Lezama (1957-)            | Juan Fernández            |
| Bonejangles             | Danny Elfman (1953-)         | Gerardo Vásquez (1971-)           | Jordi Boixaderas          |
| Anciana Gertrudis       | Jane Horrocks (1964-)        | Ángela Villanueva (1943-)         | Enriqueta Linares         |
| Araña                   | Jane Horrocks (1964-)        | Queta Calderón (1968-)            |                           |
| Niño cadáver            | Lisa Kay (1971-)             | Manuel Díaz (1993-)               |                           |
| Gusano Maggot           | Enn Reitel (1950-)           | Germán Fabregat (1964-)           | José Javier Serrano       |
| Gusano Maggot           | Enn Reitel (1950-)           | ¿? (voz cantada)                  | José Javier Serrano       |
| Pregonero               | Enn Reitel (1950-)           | Genaro Contreras (1972-)          |                           |

Créditos técnicos (España)
- Estudio de doblaje: Sonoblok, Barcelona
- Director de doblaje: Armando Carreras
- Traductor: Eva Garcés
- Grabación y mezcla de diálogos: Guillermo Ramos
- Producción de doblaje: Warner Bros. Pictures

Créditos técnicos (México)
- Estudio de doblaje: Audiopost, Ciudad de México
- Director de doblaje: Roberto Molina
- Traductor: Juan Carlos Cortés
- Producción de doblaje: Warner Bros. Pictures

## Orígenes
El origen de este cuento popular se puede remontar al pensador Rabbi Isaac Luria de Safed, un místico del siglo XVI. En el cuento original, "El dedo", la novia cadáver en cuestión no es una difunta, sino un demonio. En la adaptación ruso-judía del siglo X, una mujer es asesinada en el día de su boda y enterrada con su vestido de novia. Después, un hombre de camino a su propia boda ve el dedo sobresaliendo del suelo y cree que es un palo. A modo de broma, le pone la alianza de su novia y baila a su alrededor, recitando sus votos. El cadáver emerge de la tierra (con la alianza puesta) y se declara casado.
La adaptación nació de los pogroms rusos antijudíos del siglo XIX, cuando se decía que las mujeres jóvenes eran raptadas de sus carruajes y asesinadas de camino a sus bodas. El cuento suele acabar con los rabinos anulando la ceremonia y la novia viva prometiendo vivir su matrimonio en memoria del cadáver, parte de la tradición judía de honrar a los muertos a través de los vivos y sus acciones.
El mismo motivo es utilizado por Próspero Mérimée en su historia La Vénus d'Ille. En vez de un cadáver, hay una antigua estatua de Venus.
El poema El estudiante de Salamanca de José de Espronceda, tiene una historia muy similar en la cual un hombre mujeriego conquista a una muchacha muy noble y luego la abandona. Esta muere de tristeza, pero luego, en forma de espectro se le aparece a su amado y lo dirige hacia un cementerio donde les hacen ronda muchos esqueletos y proclaman su matrimonio.
También hay una narración similar en la literatura islámica temprana. La Enciclopedia de los Hermanos de la Pureza del siglo X contiene una anécdota árabe sobre un príncipe que sale del palacio durante su banquete de bodas y, bebido, pasa la noche en un cementerio, confundiendo un cadáver con su novia.
Una imagen recurrente en la película es la de una mariposa azul. Aparece desde el principio de la película (Víctor dibuja una usando como modelo una mariposa viva) hasta el final, con la novia cadáver disolviéndose en miles de ellas. Esto proviene de un cuento europeo en el que una mujer brutalmente asesinada renace en forma de mariposa.

## Taquilla
Corpse Bride debutó en segundo lugar con 19.1 millones de dólares, por detrás de Plan de vuelo. Recaudó en total 117,195,061 dólares.

## Dedicatoria
Al final de los créditos de la película hay una frase diciendo.
Joe Ranft quien por varios años ha hecho películas animadas a lo largo de su vida, ha fallecido. Desde joven hasta mayor Joe nos mostró su coraje y amabilidad, oremos en el fondo de nuestro corazón para que pueda descansar en paz.

## Banda sonora
La banda sonora fue escrita por Danny Elfman (colaborador frecuente de Burton) con la ayuda de John August y sacada a la venta el 20 de septiembre de 2005. Contiene toda la música de la película incluyendo cuatro canciones con letra cantados por los actores.

## Premios
- 2005
  - Mostra de Venecia - Premio Future Film Festival Digital Award
  - NBR - Best Animated Feature
- 2006
  - Annie - Ub Iwerks Award for Technical Achievement

### Óscar
| Año  | Categoría                              | Película     | Resultado |
| ---- | -------------------------------------- | ------------ | --------- |
| 2005 | Óscar a la mejor película de animación | Corpse Bride | Nominada  |